# روجر تومكيس
سير (وليام) روجر تومكيس (بالإنجليزية: Roger Tomkys)‏ (مواليد 15 مارس 1937) دبلوماسي بريطاني متقاعد حاصل على ماجستير من كلية بمبروك في جامعة كامبريدج. حاصل على وسام القديس ميخائيل والقديس جرجس.
تلقى تعليمه في مدرسة برادفورد النحوية ثم تخرج من كلية باليول بأوكسفورد في عام 1960.
تعلم تومكيس اللغة العربية في مركز الشرق الأوسط للدراسات العربية في لبنان وبدأ على الفور مسيرته الدبلوماسية بالعمل في عمان بالأردن من 1962 إلى 1964. شغل منصب السفير البريطاني إلى البحرين من 1981 إلى 1984 وسوريا من 1984 إلى 1986 ومنصب المفوض السامي في نيروبي من 1990 إلى 1992.
عمل تومكيس أستاذ جامعي في كلية بمبروك من 1992 إلى 2004. في كامبردج شغل أيضا منصب رئيس مجلس إدارة مركز الدراسات الدولية فضلا عن مركز الدراسات الإسلامية والشرق الأوسط. كما ترأس غرفة التجارة العربية البريطانية من 2004 إلى 2010.
تم تكريم تومكيس من قبل الملكة في عام 1991.